# Marjan Krajnc
Marjan Krajnc, slovenski gradbeni inženir,  poslovnež in politik, * 8. februar 1927, Ormož, † 11. oktober 2013. 
Diplomiral je leta 1954 na gradbenem oddelku Tehniške fakultete v Ljubljani. Bil je vodilni projektant pri Projektu nizke zgradbe in Industrijskem biroju Trbovlje do leta 1959, ko je postal direktor  Birojeve podružnice v Frankfurtu in kasneje v Liègu (Belgija). Po vrnitvi v domovino je v letih 1968-1972 kot direktor vodil Projekt nizke gradnje, potem pa je prevzel vodstvo programskega sektorja  pri Republiški skupnosti za ceste. Od 1984 dalje je bil pri Skupnosti za ceste Slovenije vodja tehničnega sektorja in nato pomočnik direktorja za tehnične zadeve. Kot projektant je sodeloval pri vseh pomembnejših cestah in avtocestah v Sloveniji, Srbiji in Makedoniji. Sodeloval je z velikimi mednarodnimi bančnimi ustanovami pri kreditiranju gradnje cest v Sloveniji. Med 16. majem 1990 in 25. januarjem 1993 je bil minister za promet in zveze Republike Slovenije.